# كابيتول ريسلينغ كوبريشن
شركة كابيتول ريسلنغ كوبريشين ش.م.م. بالإنجليزية Capitol Wrestling Corporation ( CWC )
أو تعرف بإختصار بأسم كابيتال ريسلينغ كوبريشن أو سي دبليو سي هي شركة أمريكية للترويج الرياضي. كان يديرها فينسينت جيه. ماكماهون في الفترة من 1953 إلى 1982. عملت الشركة بصفتها شركة ترويجية للمصارعة والملاكمة المحترفة، وتم إعادة هيكلة الشركة وتم تغيير اسمها التجاري فيما بعد إلى ورلد وايد ريسلينغ فيديريشن أو يعرف بإختصار ( WWWF ) و التي عرفت فيما بعد باسم الاتحاد العالمي للمصارعة ( WWF ). و تعد شركة كابيتول ريسلينغ كوبريشن هي مقدمة شركة WWE اليوم، التي يديرها ابنه، فينسينت كيه . ماكماهون.

## تاريخ

### التاريخ المبكر (1953-1963)
كان جيس مكماهون مُروجًا ملاكمة ناجحًا بدأ العمل مع تيكس ريكارد في عام 1926. بمساعدة ريكارد، بدأ في حجز والترويج لعروض الملاكمة في قاعة ماديسون سكوير جاردن الثالثة . قبل بضع سنوات، ابتكر المصارع المحترف توتس موندت تحديًا جديدًا للمصارعة المحترفة أطلق عليه أسلوب سلام بانغ في المصارعة بالإنجليزية "Slam Bang Western Style Wrestling". أقنع المصارع إد لويس ومدير أعماله بيلي ساندو بتنفيذ هذا الحل الجديد والمصارعين لتوقيع عقود مع جولدست تريو . بعد الكثير من النجاح، تسبب الخلاف على السلطة في حل الثلاثي ومعه الأتحاد. شكل موند لاحقًا شراكات مع العديد من المُروجين الآخرين، وفي نهاية المطاف، تولى موندت السيطرة على المصارعة في ولاية نيويورك، بسبب حقيقة أن كيرلي كان علي مشارف الموت، بمساعدة العديد من المنظمين، الذي كان أحدهم جيس مكمان.
. و في 7 يناير 1953 ، تم إنتاج العرض الأول لشركة كابيتول ريسلنغ كوبريشين (CWC). ليس من المؤكد من كان هو مؤسس كابيتول ريسلنغ كوبريشين . وهناك مصادر تذكر بأنه ذلك المؤسس هو جيس نجل فنسنت جيه. مكماهون    في حين أن مصادر أخرى ولكن يستشهد جيس نفسه بأنه مؤسس أتحاد كابيتول ريسلنغ كوبريشن .    أو انضم كابيتول ريسلنغ كوبريشين CWC لاحقًا إلى التحالف الوطني للمصارعة (أن دبليو أيه ) وسرعان ما انضم مروج نيو يورك الشهير توتس موندت إلي كابيتول ريسلنغ كوبريشين و لقد حققوا معًا نجاحًا كبيرًا وسرعان ما سيطروا على ما يقرب من 70 ٪ من عروض NWA ، ويرجع ذلك إلى حد كبير إلى هيمنتهم في شمال شرق الولايات المتحدة المكتظ بالسكان.

### الاتحاد العالمي للمصارعة (1963-1979)
في أوائل عام 1963 ، شكل الكابيتول الاتحاد العالمي للمصارعة (WWWF) ، تمهيدًا لـ WWE الحالي، بعد نزاع مع التحالف الوطني للمصارعة NWA حول بادي روجرز بطل NWA العالم للوزن الثقيل الذي تم حجزه لمبارة علي بطولة العالم .  غادر كلا الرجلين الشركة احتجاجًا على الحادث وشكلوا WWWF في هذه العملية، ، ومُنح روجرز بطولة WWWF العالمية للوزن الثقيل في أبريل من ذلك العام. خسر البطولة أمام برونو سامارتينو بعد شهر في 17 مايو 1963 ، بعد إصابته بنوبة قلبية قبل أسبوع من المباراة. عملت WWWF بطريقة متحفظة مقارنة بمناطق المصارعة الأخرى.
عملت شركة WWWF بطريقة متحفظة مقارنة بمناطق المصارعة الأخرى.  كانت تدير عروضها الرئيسية شهريًا بدلاً من أسبوعيًا أو كل أسبوعين، وعادة ما تضم بطلاً محبوب يصارع مصارع مكروه  في  مباريات ويتم تسجيلها ليتم عرضها برامج تتكون من مباراة واحدة إلى ثلاث مباريات  بعد الحصول على صفقة برنامج تلفزيوني وتحويل المصارع الأول لو ألبانو إلى مدير لخصوم سانمارتينو، كان WWWF يقوم ببيع الأعمال بحلول عام 1970.  ترك موندت الشركة في أواخر الستينيات وعلى الرغم من انسحاب WWWF من NWA ، عاد فينس ماكماهون الأب بهدوء إلي التحالف الوطني للمصارعة عام 1971. في الاجتماع السنوي لـ NWA في عام 1983 ، انسحب كل من، انسحب كل من مكمان و جيم بارنت من المنظمة للمرة الثانية . 

### تغيير العلامة التجارية وبيعها لشركة تيتان سبورتس (1979-1982)
بحلول مارس 1979 ، ولأغراض تسويقية، تمت إعادة تسمية الاتحاد العالمي للمصارعة باسم اتحاد المصارعة العالمي (WWF).  في ذلك العام نفسه، نجل فنسنت جيه. مكماهون، فنسنت كيه. مكماهون ، الذي أسس شركة تيتان الرياضية التي أُسست بتاريخ 21 فبراير 1980، في الأصل في ولاية ماساشوستس .   في عام 1982 ، استحوذت شركة تيتان سبورتس. على إدارة كابيتول ريسلينغ كوبريشن، ونقلت مقرها بشكل فعال إلى مدينة غرينيتش بولاية كونيتيت الأمريكية . في محاولة لجعل WWF الترويج الأول للمصارعة في العالم، بدأ مكمان في التوسع بشكل كبير مما أدى إلى تغيير الصناعة بشكل أساسي.  في النهاية، لن يعيش ماكماهون الأكبر أبدًا ليرى شركته تنمو من مجرد أتحاد صغير ليصبح الأتحاد الأول في العالم بعدما أصبح الآن الأتحاد الأكثر شهرة علي مستوي العالم . توفي في 24 مايو 1984.  بسبب سرطان البنكرياس عن عمر يناهز 69 عامًا. بحلول عام 1985 ، انتقلت إدارة شركة تيتان إلى ستامفورد ، كونيتيكت ثم أسس كيانًا جديدًا في عام 1987 في ولاية ديلاوير والذي اندمجت لاحقًا مع كيان الشركة القديمة في عام 1988. غيرت تيتان اسمها لاحقًا إلى اتحاد المصارعة العالمي، ولاحقًا الأتحاد العالمي الترفيهي للمصارعة دبليو دبليو أي في عام 2002. 

## ميراث
بعد ما يقرب من 38 عامًا، في أكتوبر 2020 ، قدمت العلامة التجارية NXT التابعة لـ WWE استوديوًا منزليًا جديدًا في أورلاندو ضمن منشأة تدريب WWE  ، والتي أطلق عليها اسم «كابيتول ريسلينغ سنتر» تكريمًا لـشركتهم الأم كابيتول ريسلينغ كوبيريشن  CWC. 